# Дмитриевское (Спасский сельсовет, Вологодский район)
Дмитриевское — деревня в Вологодском районе Вологодской области.
Входит в состав Спасского сельского поселения, с точки зрения административно-территориального деления — в Спасский сельсовет.
Расстояние по автодороге до районного центра Вологды — 11 км, до центра муниципального образования Непотягово — 1 км. Ближайшие населённые пункты — Авдотьино, Непотягово, Пилатово, Ивановское.

## Население
По переписи 2002 года население — 4 человека.
| 2002 | 2010 |
| ---- | ---- |
| 4    | ↗14  |